# Pireneitega garibaldii
Pireneitega garibaldii là một loài nhện trong họ Amaurobiidae.
Loài này thuộc chi Pireneitega. Pireneitega garibaldii được miêu tả năm 1969 bởi Kritscher.